# Мачек, Иван
Иван Мачек «Матия» (словен. Ivan Maček «Matija»; 28 мая 1908, село Spodnja Zadobrova, близ Любляны, Австро-Венгрия — 1 апреля 1993, Любляна, Словения) — югославский и словенский политический деятель, председатель Скупщины Социалистической республики Словения (1965—1967), Народный герой Югославии.

## Биография
По окончании военной службы в 1930 г. вступил в Коммунистическую партию Югославии. В сентябре 1934 г. был избран секретарем словенского комитета КПЮ. В 1935—1937 гг. находился на политической учебе в СССР. По возвращении на родину участвовал в учредительном съезде Коммунистической партии Словении и был избран членом её Центрального Комитета.
В 1938 г. арестован и приговорен к 4 годам лишения свободы. 22 августа 1941 группа из 32 заключенных, в том числе Мачек бежали из тюрьмы через выкопанный туннель. В октябре 1942 г. был назначен начальником словенского генерального штаба, участвовал в битве на Неретве. В послевоенный период — на руководящих должностях в социалистической Словении:
- 1945—1953 — министр внутренних дел и заместитель председателя Исполнительного веча.
- 15 июля 1952 года Ивану Мачеку было присвоено звание Народного героя.
- 1953—1965 — заместитель председателя Исполнительного веча Социалистической республики Словения и член Союзного Исполнительного веча.

В 1965—1967 гг. — председатель Президиума Скупщины Социалистической республики Словения.
Сестра Мачека, Пепца, была женой известного югославского политического деятеля Эдварда Карделя.